# Bábaszék
Bábaszék (szlovákul: Babiná, németül: Frauenstuhl) község Szlovákiában, a Besztercebányai kerületben, a Zólyomi járásban.

## Fekvése
Zólyomtól 16 km-re délre fekszik.

## Története
A régészeti leletek tanúsága szerint területén már i. e. 700 körül is éltek emberek. Ezt bizonyítják az itt előkerült cserépmaradványok és bronzeszközök.
A mai települést 1254-ben „Babucseky” néven említik először, amikor IV. Béla királytól bányavárosi kiváltságokat kapott. 1270-ben „Babacseky”, 1351-ben „Babazeky” alakban szerepel az írott forrásokban. A település a középkorban a városokhoz hasonlóan fejlődött, megőrizve gazdasági önállóságát. Ezt egészen a 15. század elejéig megőrizte, amikor fejlődése megtorpant és a dobronyai uradalom része lett. Kiváltságait a 16. században magyar urai is megerősítették. A század második felében felégette és többször kirabolta a török, majd további csapásként a 17. században kiváltságait is elvesztette.
A 18. század végén Vályi András így ír róla: „BÁBASZÉK. Totúl Babina. Tót falu Zólyom Vármegyében, birtokos Ura Abda Uraság, lakosai katolikusok; fekszik a’ Zólyomi uradalomban, Korponától egy mértföldnyire, kies helyen, földgye termékeny, Temploma erősség formára van építve, a’ mint hogy belső had idején, katonai örízet is vala benne, ambár mind azokkal a’ tulajdonságokkal bővelkedik, mellyekkel a’ többi mező Városok; de mivel vize nintsen, második Osztálybéli.”
A 19. században városi rangját is elveszítette és azóta faluként tartják nyilván. Lakói főként mezőgazdaságból és bányászatból éltek.
Fényes Elek 1851-ben kiadott geográfiai szótárában így ír a településről: „Bábaszék, Babina, tót mváros Zolyom vgyében, a pesti országutban: 76 kath., 562 evang. lak. Kath. és evang. anyatemplom. Határa elég termékeny; gyümölcse sok. F. u. a kamara. Ut. p. Selmecz.”
A trianoni diktátumig Zólyom vármegye Zólyomi járásához tartozott.
1944-ben területén súlyos partizánharcok folytak.

## Népessége
| Év:            | 1994. | 2004.    | 2014.    | 2024.   |
| -------------- | ----- | -------- | -------- | ------- |
| Emberek száma: | 410   | 458      | 534      | 544     |
| Eltérés:       |       | +11,70 % | +16,59 % | +1,87 % |

| Év:            | 2023. | 2024.   |
| -------------- | ----- | ------- |
| Emberek száma: | 539   | 544     |
| Eltérés:       |       | +0,92 % |

1910-ben 739, túlnyomórészt szlovák anyanyelvű lakosa volt.
2001-ben 435 lakosából 420 szlovák volt.
2011-ben 522 lakosából 497 szlovák volt.

## Neves személyek
- Itt született 1880. november 4-én (elhunyt Budapesten, 1964. augusztus 29-én) Pór Bertalan Kossuth-díjas magyar festő, főiskolai tanár.

## Nevezetességei
- Szent Mátyás apostol tiszteletére szentelt római katolikus temploma az 1250-es években épült román stílusban. 1754-ben és 1771-ben újjáépítették.
- A település szerepel Mikszáth művében, a Szent Péter esernyőjében.